# Maratus nigriceps
Lycidas nigriceps là một loài nhện trong họ Salticidae.
Loài này thuộc chi Lycidas. Lycidas nigriceps được Eugen von Keyserling miêu tả năm 1882.